# Quel ami fidèle et tendre

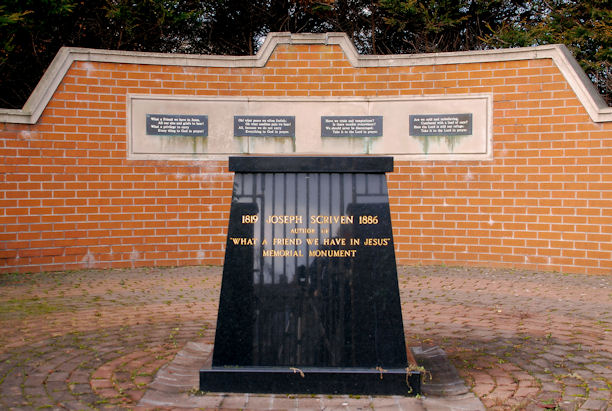
Mémorial à Joseph Scriven à Banbridge en Irlande, le citant comme auteur de cet hymne.

Quel ami fidèle et tendre (anglais : What a Friend We Have in Jesus) est un hymne religieux protestant écrit par Joseph M. Scriven (en) comme un poème anglais en 1855 pour réconforter sa mère qui vivait en Irlande alors qu’il était au Canada. La mélodie a été créée par Charles Crozat Converse (en) en 1868. Ce chant a été traduit dans plusieurs langues, dont une version française traduite par Émile Bonnard.